# ソテー

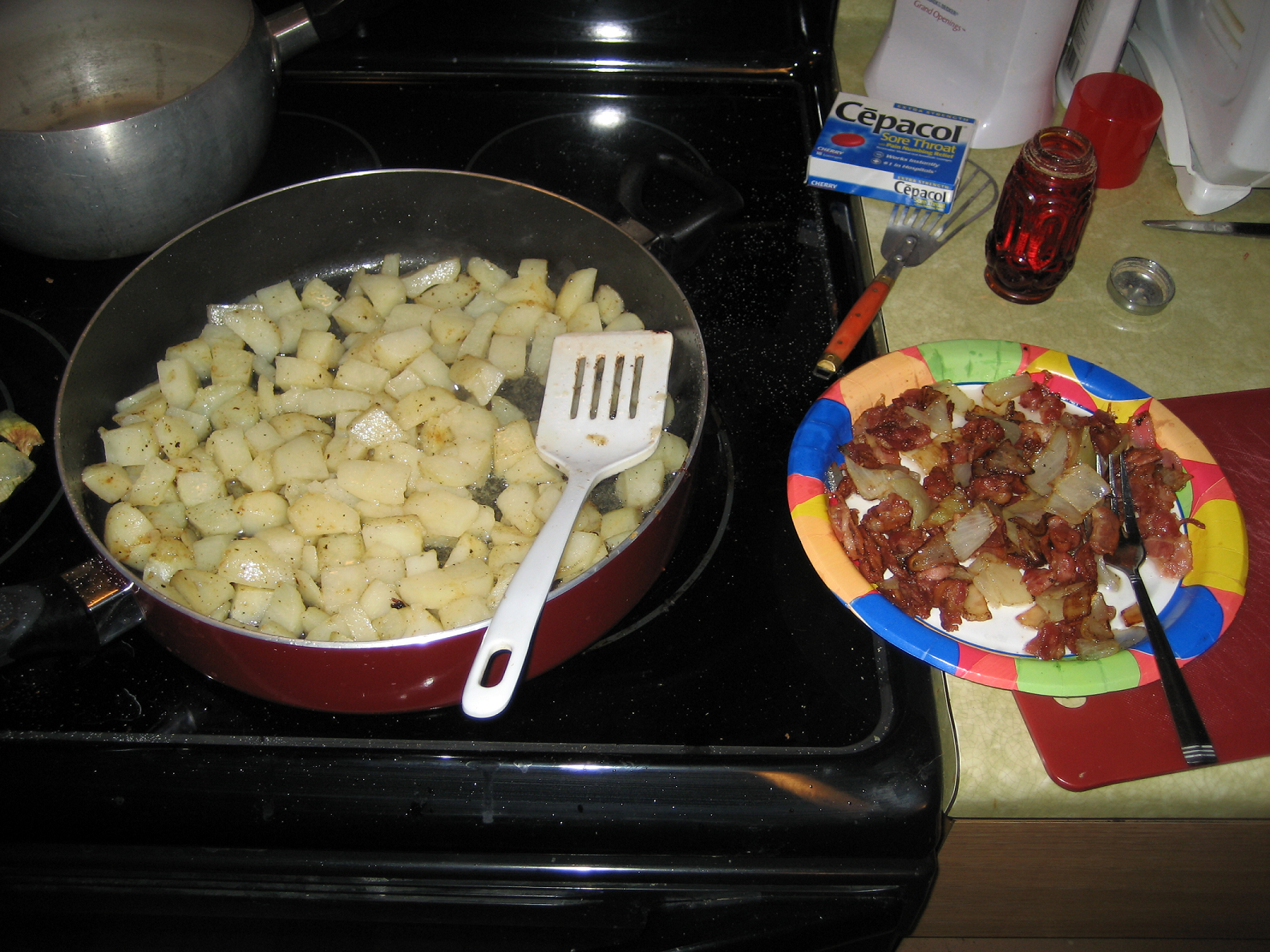
ソテーされたポテト、玉ねぎ、ベーコン

ソテー（仏: sauté）は、平たいフライパンに少量の油を用いて比較的高温で火を加える調理法である。

## 解説
ソテーの材料は通常、調理時間を短くするために小さく薄く切られる。ソテーされた食物は、食感や水分、味を保持したまま褐色化する。肉や魚をソテーした場合、残り汁をデグラッセしてソースを作ることも多い。
似た調理法にポワレ(en:pan frying)があるが、こちらはソテーよりも大きめの材料を早く調理するための方法である。2つの調理法を使用する油の深さで区別する料理人もいるが、ほとんど同じ意味で使う者もいる。また表面を褐色化させるだけのsearingや、大きく揺すってかき混ぜるように加熱し全ての材料を一度に調理するstir fryingとも異なる。
ソテーにはオリーブオイルや澄ましバターが使われることが多いが、どんな油を用いても可能である。通常のバターは風味が良いが、乳固形分の存在により温度が上がらないため、ソテーには澄ましバターが良く用いられる。ステーキをソテーと同じ意味で使うことがある。例えば、ポークソテーとポークステーキの間に厳然たる区別は存在しない。

## 語源
ソテーという言葉は、フランス語の「跳ぶ」という動詞の過去分詞型である。

## 調理

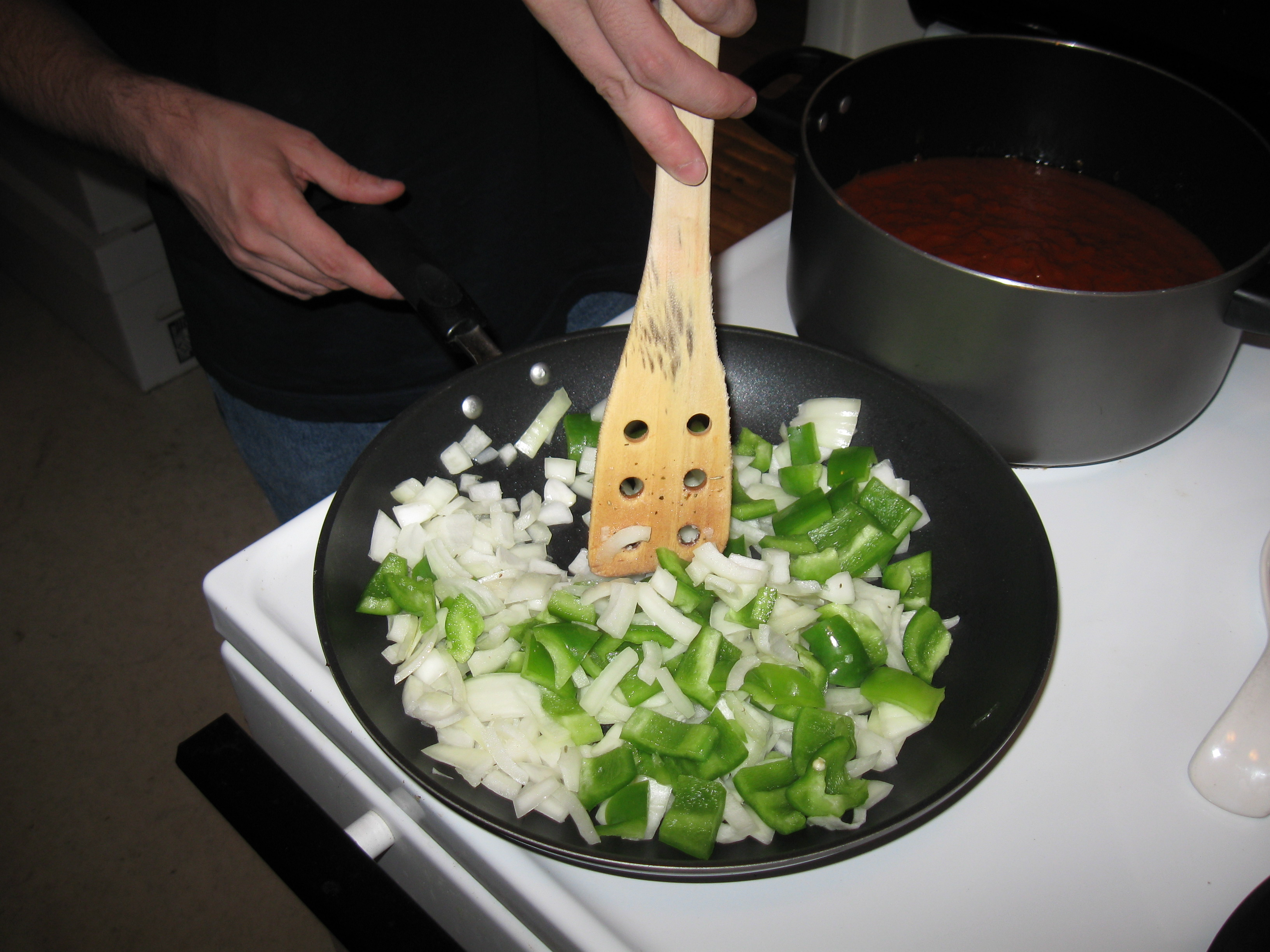
オニオンとピーマンをソテーする料理人

ソテーでは、全ての材料は一度に熱され、素早く調理される。このために、へらを用いたりフライパンを揺すったりして、具材を素早く動かす。
ソテー用のフライパンは、煙の逃げ場ができるように全ての具材が一つ層になれるほど大きいものを使う必要がある。ソテーパンとして専用に売られているものは、底は広くて平らで縁は低く作られており、熱せられる面積を最大にしている。縁が低いことで、水分はすぐに蒸発し、蒸気が逃げることができる。通常のフライパンの縁は丸いのに対し、ソテーパンの縁は真っ直ぐで直角であり、揺すった時に材料がこぼれにくいようになっている。

## ポークソテー
ポークソテーは、英語では「pork sauté」「sautéed pork」と表記される。味付けはデミグラスソース、オレンジソース、和風の生姜焼き風など様々。